# Muhammad Abdullayev
Muhammad Abdullayev (azeră Məhəmməd Abdullayev; n. 6 aprilie 1999) este un boxer azer.